# Chiesa di San Pietro (Marcignana)
La chiesa di San Pietro si trova a Marcignana, nel comune di Empoli, in provincia di Firenze.

## Storia
La chiesa è situata in località Marcignana, un toponimo citato già a partire dall'VIII secolo e posto nei pressi di un importante guado del fiume Arno. La prima citazione certa risale al 1194 in una bolla di papa Celestino III indirizzata alla diocesi di Lucca dove al chiesa viene inserita tra quelle appartenenti alla pieve di San Genesio. Nuove testimonianze si trovano nel 1276 in occasione delle decime pontificie, in quei documenti la chiesa è chiamata Canonica Sancti Petri de Marcignan e paga la tassa più alta tra tutte quelle del suo piviere; tale tassa la paga anche nel 1277 e ancora nel 1303 risulta la chiesa più tassata e quindi più ricca del suo piviere.
Alla metà del XVII secolo, sulla parte settentrionale dell'edificio, viene costruito l'oratorio della costituenda Compagnia del Corpus Domini.
Alla fine del XIX secolo la chiesa venne interessata da un cospicuo restauro che la dotò anche dei due finestroni oggi visibili in facciata; sempre durante quei restauri la chiesa venne liberata di tutti gli orpelli realizzati in epoca barocca riportandola allo stile romanico originario.

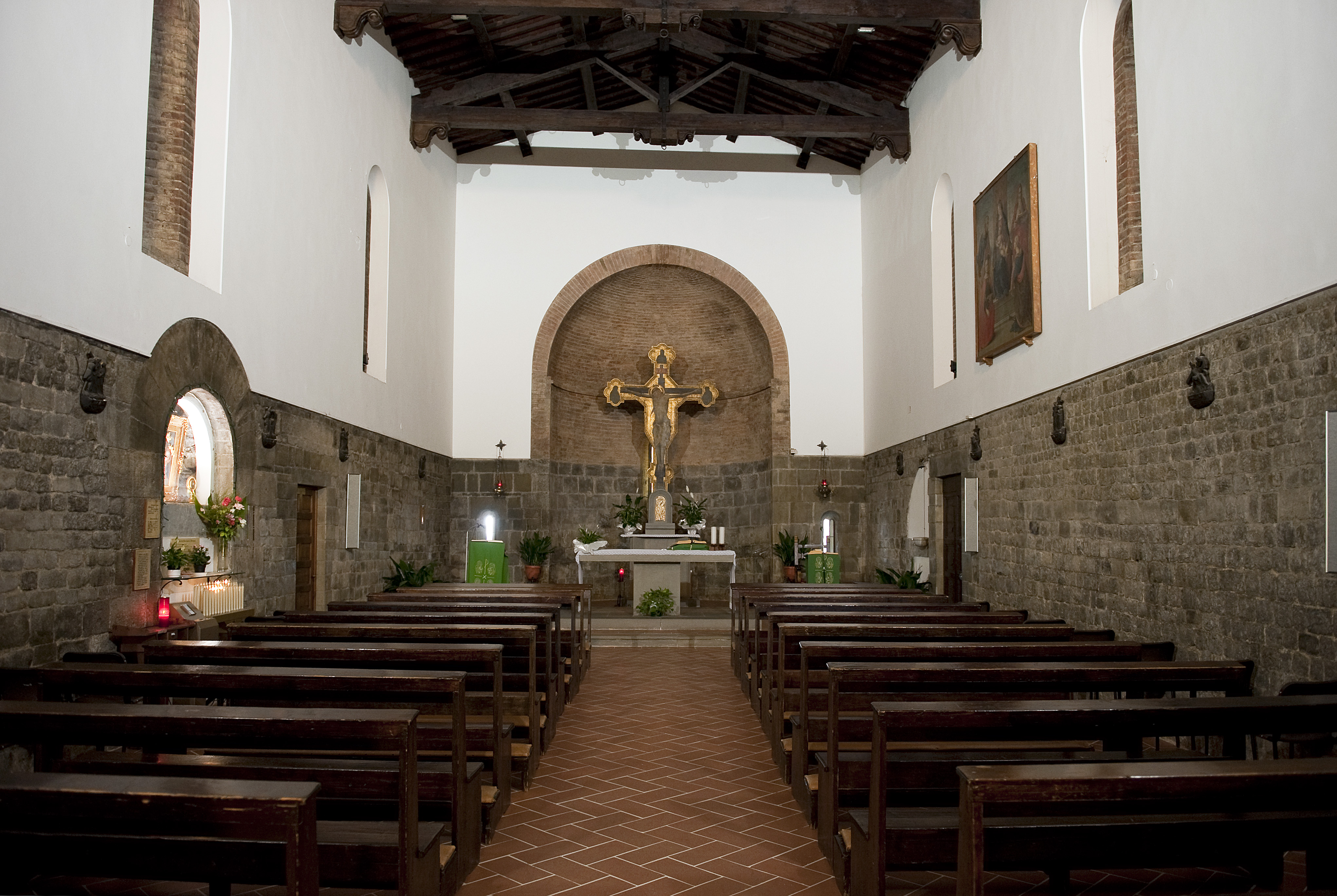
Interno

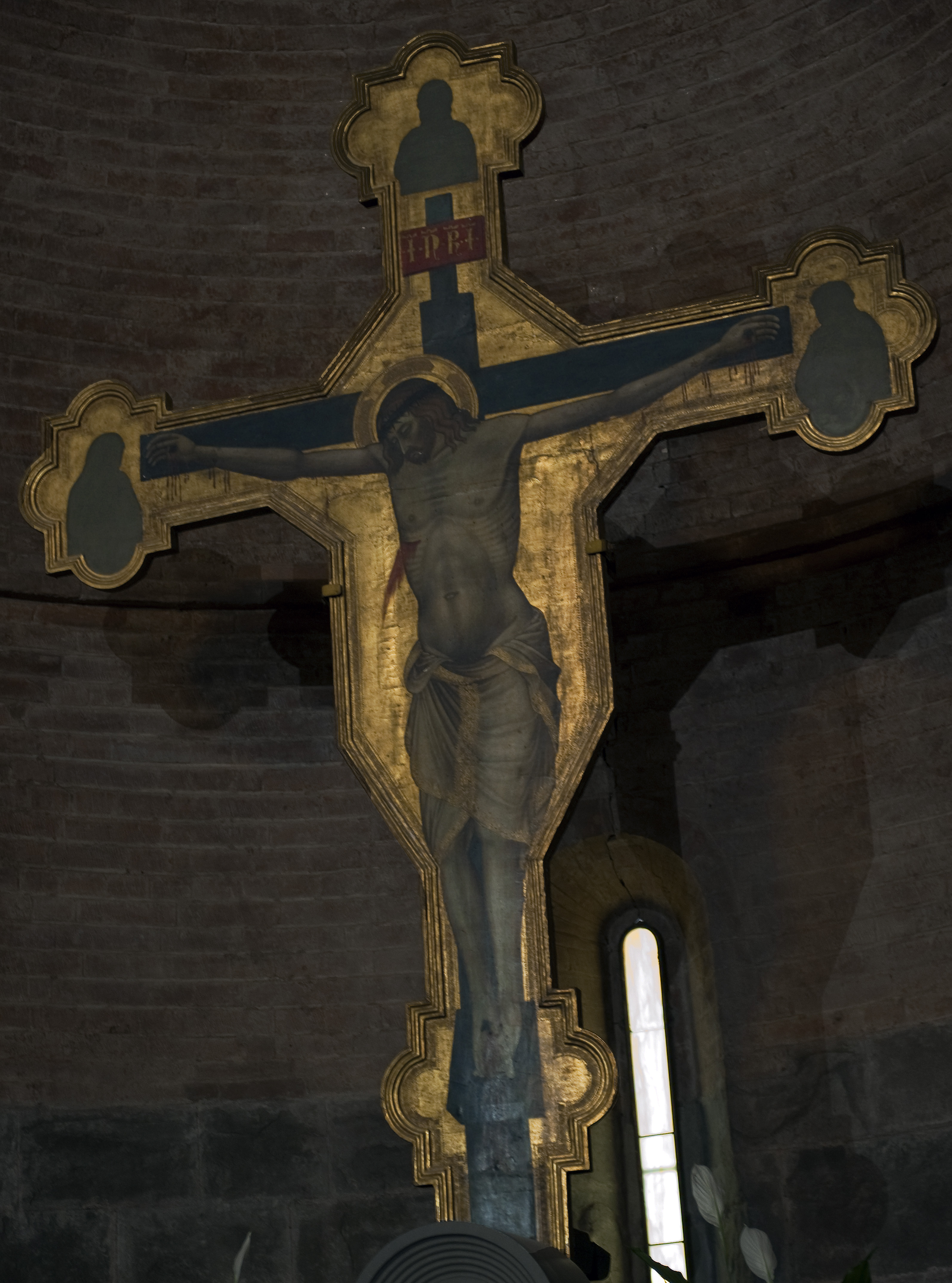
Crocifisso

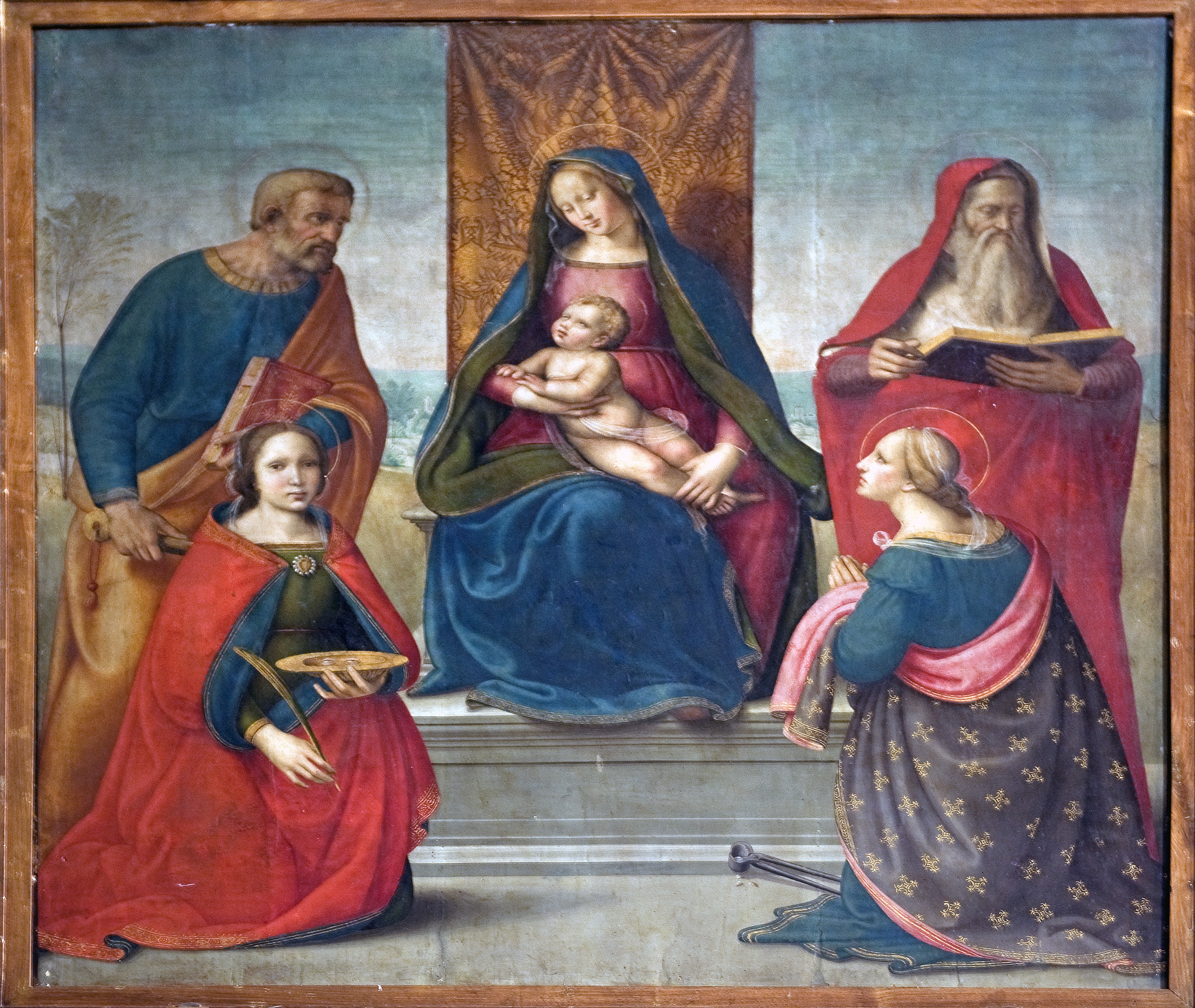
Madonna col Bambino tra i Santi Pietro, Girolamo, Lucia e Apollonia, di Ridolfo del Ghirlandaio

## Descrizione
L'edificio è costituito da un'aula rettangolare conclusa da un'abside ed è caratterizzata dal paramento murario realizzato in arenaria nella parte inferiore fino ad un'altezza di tre metri, e da laterizio nella parte superiore; tale caratteristica è comune ad altri edifici ecclesiastici del territorio empolese databili tra il XII e il XIII secolo.

### Esterno
La facciata presenta una palese sopraelevazione (sono visibili gli spioventi del primitivo timpano) e del periodo medievale conserva un oculo, oggi tamponato, posto in posizione sovrastante l'attuale apertura circolare realizzata in occasione dei restauri nel XX secolo quando vennero tamponati i finestroni laterali. In facciata sono murati un gran numero di bacini ceramici, gli originali sono scomparsi in epoca imprecisata e sostituiti da oggetti moderni. Nella parte bassa della facciata è visibile il paramento murario romanico realizzato con blocchi arenaria disposti a corsi orizzontali; questo paramento è visibile anche sul fianco settentrionale e nella tribuna.
Nella tribuna c'è il volume della abside semicircolare, volume anch'esso con paramento murario realizzato con blocchi di arenaria in basso e laterizio in alto. Al centro dell'abside si apre una monofora; altre due monofore, più piccole, si aprono nella parte in arenaria a poco più di un metro di altezza dal suolo e sono molto simili alle monofore presenti nella pieve di Monterappoli. Nel fianco meridionale il paramento murario è diverso: la parte inferiore è realizzata con piccole pietre, grossolanamente lavorate e disposte a corsi orizzontali ma irregolari; questa parte della chiesa è stata realizzata in un'epoca precedente al resto dell'edificio.

### Interno
Come all'esterno, anche all'interno la chiesa presenta le mura laterali caratterizzate dalla diversa muratura; la parte inferiore è identica a quella presente all'esterno.
La copertura è a capriate lignee e l'illuminazione della chiesa viene da tre finestra poste nella parete destra, finestre realizzate in epoca recente.
All'interno sono custodite notevoli opere d'arte: una Croce dipinta sagomata, attribuita al Maestro di San Martino a Mensola, identificato con Francesco di Michele; una pala, un tempo sull'altare maggiore, che rappresenta la Madonna col Bambino tra i Santi Pietro, Girolamo, Lucia e Apollonia, dipinto documentato di Ridolfo del Ghirlandaio che lo eseguì tra il 1509 e il 1511.